# Tachina florum
Tachina florum är en tvåvingeart som beskrevs av Walker 1849. Tachina florum ingår i släktet Tachina och familjen parasitflugor. Inga underarter finns listade i Catalogue of Life.